# Bârza
Bârza é uma comuna romena localizada no distrito de Olt, na região de Oltênia. A comuna possui uma área de 18.65 km² e sua população era de 2637 habitantes segundo o censo de 2007.